# Erik Durm
Erik Durm (født 12. maj 1992) er en tysk tidligere professionel fodboldspiller, som spillede som forsvarsspiller i sin karriere. Han var del af Tysklands trup som vandt verdensmesterskabet i 2014.

## Klubkarriere

### Mainz 05 II
Durm begyndte sin karriere hos Mainz 05, hvor han debuterede for reserveholdet i 2010. Han endte dog aldrig med at spille på førsteholdet.

### Borussia Dortmund
Durm skiftede til Borussia Dortmund i 2012. Han startede her med at spille på reserveholdet. Han debuterede for førsteholdet den 10. august 2013 i en Bundesliga-kamp imod FC Augsburg.

### Huddersfield Town
Durm skiftede i juli 2018 til Huddersfield Town.

### Eintracht Frankfurt
Durm skiftede i juli 2019 til Eintracht Frankfurt.

### 1. FC Kaiserslautern
Durm skiftede i juni 2022 til 1. FC Kaiserslautern. I januar 2024 blev han enig med klubben om at ophæve sin kontrakt, og han annoncerede her også at han stoppede som spiller som resultat af skadesproblemer.

## Landsholdskarriere

### Ungdomslandshold
Durm har repræsenteret Tyskland på flere ungdomsniveauer.

### Seniorlandshold
Durm debuterede for Tysklands landshold den 1. juni 2014. Han var del af Tysklands trup til VM i 2014, hvor Tyskland vandt verdensmesterskabet.